# ウェディング・ハイ
『ウェディング・ハイ』は、2022年3月12日に公開された日本映画。監督は大九明子、脚本はバカリズム、主演は篠原涼子。

## キャスト
中越真帆（なかごし まほ）
演 - 篠原涼子
どんな状況でも絶対に「NO」と言わないウェディングプランナー。
石川彰人（いしかわ あきひと）
演 - 中村倫也
結婚式の新郎。穏やかだが、若干周りに流されやすい性格。
新田遥（にった はるか）
演 - 関水渚
天真爛漫な新婦。
八代裕也（やしろ ゆうや）
演 - 岩田剛典
花嫁を奪いに式に乱入しようとする元カレ。
相馬慎治（そうま しんじ）
演 - 中尾明慶
新郎・彰人の後輩。現在はバラエティ番組のディレクターとして働く。
真壁宗介（まかべ そうすけ）
演 - 浅利陽介
裕也の友人。
倉田大輔（くらた だいすけ）
演 - 前野朋哉
裕也の友人。
滝本直樹（たきもと なおき）
演 - 泉澤祐希
新郎・彰人の高校の同級生。
黒田洋一（くろだ よういち）
演 - 八木将康
新郎・彰人の高校の同級生。
桜田誠（さくらだ まこと）
演 - 川野直輝
新郎・彰人の高校の同級生。
山下沙和（やました さわ）
演 - 佐藤晴美
新婦・遥の高校の同級生。
池田里奈（いけだ りな）
演 - 山田佳奈実
新婦・遥の高校の同級生。
石井七海（いしい ななみ）
演 - おくつようこ
新婦・遥の高校の同級生。
近藤彩香（こんどう あやか）
演 - 大森つばさ
新婦・遥の高校の同級生。
村木武史（むらき たけし）
演 - 宮尾俊太郎
新郎・彰人とは初対面ながらも、ひょんなことから披露宴に招待されるバーのマスター。
新田大造（にった だいぞう）
演 - 六角精児
新婦・遥の父。
石川紀夫（いしかわ のりお）
演 - 尾美としのり
新郎・彰人の父。
石川充（いしかわ みつる）
演 - 池田鉄洋
新郎・彰人の叔父。
加藤友梨（かとう ゆり）
演 - 臼田あさ美
プランナーの中越と共に働く披露宴スタッフ。
豊島瞳（とよしま ひとみ）
演 - 久保田磨希
プランナーの中越と共に働く披露宴スタッフ。
松波浩司（まつなみ こうじ）
演 - 中川大輔
プランナーの中越と共に働く披露宴スタッフ。
日下部郁美（くさかべ いくみ）
演 - 伊勢志摩
結婚式の司会者。
樋口良子（ひぐち よしこ）
演 - 片桐はいり
新婦・遥の高校の恩師。
井上司朗（いのうえ しろう）
演 - 皆川猿時
新婦・遥の上司。
澤田紀昭（さわだ のりあき）
演 - 向井理
彰人と遥の結婚披露宴会場に現れる謎の男。窃盗容疑で懲役3年の判決を下されたが、現在は逃亡中。
財津俊彦（ざいつ としひこ）
演 - 高橋克実
新郎・彰人の上司。主賓スピーチに人生を懸ける。
空気階段
演 - 空気階段（鈴木もぐら・水川かたまり）
相馬がディレクターを担当するバラエティ番組の出演者。
ヒコロヒー
演 - ヒコロヒー
財津がお笑いの勉強のために通う劇場で登場。
料理長
演 - 岡野陽一
結婚式場の強面な料理長。
石川麻里（いしかわ まり）
演 - 河邑ミク
新郎・彰人の妹。

## スタッフ
- 監督：大九明子
- 脚本：バカリズム
- 音楽：髙見優
- 主題歌：東京スカパラダイスオーケストラ「君にサチアレ」（cutting edge / JUSTA RECORD）[7]
- エグゼクティブプロデューサー：吉田繁暁、津嶋敬介
- プロデューサー：田渕みのり、石田聡子、河野美里、奥村麻美子
- 撮影：中村夏葉
- 照明：常谷良男
- 美術：西村貴志
- 録音：小宮元
- 編集：米田博之
- 装飾：湯澤幸夫
- 衣装：宮本茉莉
- ヘアメイク：那須野詞
- VFX：高橋良明
- 音響効果：渋谷圭介
- 選曲：谷口広紀
- 音楽プロデューサー：高石真美
- 宣伝プロデューサー：真保麻希子
- 記録：松本月
- 助監督：吉田亮
- 制作担当：米田伸夫
- ラインプロデューサー：田中敏雄
- 配給：松竹
- 制作プロダクション：ホリプロ
- 制作協力：松竹撮影所、松竹映像センター
- 製作：「ウェディング・ハイ」製作委員会（松竹、ホリプロ、ポニーキャニオン、松竹ブロードキャスティング）